# Крф (град)
Крф (грч. Κέρκυρα [] — Керкира) је управно средиште и најважнији град округа Крф као и периферије Јонска острва. Град се налази на истоименом острву у крајње северозападном делу Грчке.
Град Крф је због своје старине, лепоте и очуваности уведен на списак светске културне баштине УНЕСКОа.
Град Крф, као и цело острво, имају посебно место у српској историји, као место опоравка српске војске током за њу најтежег раздобља у изгнанству.

## Назив
Према грчкој митологији, град и острво су добили име по кћерки речног бога Асопа, нимфи Керкири, коју је отео Посејдон. У Хомеровој Одисеји читамо да је Одисеј овде нашао склониште на крају својих лутања, где су га угостили краљ Алкиној и његова кћерка Наусикаја.
Друга и вероватно тачнија претпоставка о пореклу имена везана је за превод назива на грчки језик, где он значи „гребен пун врхова“.

## Географија
Град Крф се налази на источној обали острва Крф, на мањем полуострву између два мања залива. Наспрам града, 15 km источно на копну налази се место изласка Грчко-Албанске границе на море. Град се развио око камените стене, где се данас налази градска тврђава, док се северно и јужно од града пружају приградска насеља са веома лепим плажама.
Клима у Крфу је средоземна са топлим и сувим летима и благим и кишовитим зимама. За разлику од егејског дела Грчке на острву као и на целом западу земље има више падавина, па су град и његова околина увек зелени. Око доминирају засади маслина и агрума.

## Историја
Повећавањем површине мора, Крф је пре око 9.000 година одвојен од копна. Ловци и сакупљачи населили су ово острво у неолиту. У бронзано доба, острво је изнова насељено.
Грчки насељеници из Еритреје у 8. веку п. н. е. основали су први град на острву и назвали су га према њиховој богињи Керкури (Kérkura Corcyra) односно (Kérkyra). Крајем 7. века п. н. е. колонисти из Коринта преузели су власт над острвом. У једној великој поморској бици, Керкири је пошло за руком да се ослободи превласти Коринћана. Керкира је потом постала морска сила. 480. п. н. е. Крф је представљао другу по јачини флоту старе Грчке. Историчар Тукидид сматра да је првенствено сукоб између Крфа и Коринта ради града Епидамноса, као и пружен савез Атине Крфу, један од главних повода за избијање Пелопонеског рата. У 4. вијеку п. н. е. Крфљани су показали претензије и на територију копна. Под својом влашћу својевремено су држали Бутринт, и важан полис Хаонес (lat. Chaones).
У хеленистичко доба (од 300. п. н. е.) независности Крфа запретила је опасност. Острво и град су нападали пљачкаши из Сиракузе. Подржали су их македонски краљеви које су следили илирски пирати. Острво су користили за пљачке римских трговачких бродова. Следеће промене десиле су се током рата Римљана против илирске краљице Теуте, када је Крф постао прва римска провинција у Грчкој. Касније Крф постаје део римске провинције Македоније, а у доба цара Августина додијељено је провинцији Епирус. У 3. веку Крфљани су примили хришћанство посредством светог Јасона и светог Сосипатера.
Од 395. године Крф је поделом Римског царства припао Источном римском царству. Острво су освајали Сарацени, а у 11. веку освојио га је нормански војвода Роберт Гвискар. Током 4. крсташког рата, после 1204. године, Крф доспева под власт епирских деспота, 1267. године га осваја краљевина Напуљ, а у 14. веку преузимају га Млеци. На острву се утицаји западно-феудалне културе и домаће грчко-православне традиције спајају у једну самосталну културу.
Од 16. до 18. века историја Крфа се везује за стална ратовања против Турака. Они су пљачкали острво, међутим стара тврђава и Анђелокастро (Angelókastro) су успели да се одбране. Млеци су наредили одстрањивање многих винограда, а потом наредили узгајање маслина. По паду Млетачке републике, Француска под Наполеоном је преузела сва Јонска острва под своју власт 1797. године. Кратко време, од (1798—1807) Крф је био руски протекторат. А потом поново враћа под француску власт све до 1814. године.
Године 1815. Крф је проглашен делом Републике Јонских острва под енглеским протекторатом. У британско вријеме острва изграђен је велики дио савремене инфраструктуре, као што је 700 км дуга улична мрежа, која се броји међу најгушће у целој Грчкој. 21. маја 1864. године. Крф је проглашен за део савремене Грчке. Током 1. свјетског рата Крф је био 1916/1917. сједиште српске владе у прогонству, а 1917. године ту је потписан "Крфски пакт" којим је закључено стварање Југославије. У Другом свјетском рату Крф су тешко бомбардовали Италијани, а затим Немци и притом га делимично уништили.
Услед притока великог броја туриста, расуло после Другог свјетског рата се напокон зауставило. 1994. године Крф је био домаћин скупа врхова чланица Европске уније.

## Срби и Крф
Током 1. свјетског рата Крф је био 1916/1917. сједиште српске владе у прогонству, а 1917. године ту је потписан "Крфски пакт" којим је закључено стварање Југославије. После више од месец дана тешких маршева, по лошем времену, српска војска се окупила код Скадра, Драча и Валоне, одакле се повукла на Крф, на ком се до априла прикупило 151.828 војника и цивила. Прво искрцавање на Крфу, 'Острву спаса' како су га прозвали Срби, било је у пристаништу у Гувији [Говино], шест километара северно од града Крфа. На острву су формирани готово сви нивои организације државне управе. Народно позориште на Крфу било је уступљено од стране крфских власти за заседање српског Парламента од 19. јануарa 1916. до 19. новембра 1918. док је у хотелу Бела Венеција била смештена српска Влада. Излазиле су и Српске новине у тиражу од десет хиљада примерака. Штампане су многе књиге као и уџбеници за децу. На Крфу је формирана српска основна школа са 290 ученика и нижа гимназија са 120 ђака. Организована су спортска друштва, одржавале су се фудбалске утакмице са савезничким екипама.
Током боравка на Крфу Срби су успоставили јаке везе са месним становништвом, које трају до данашњи дана. Доста Срба је остало да живи на острву, склопљени су многи бракови. Тако је власник хотела Бела Венеција у коме је била смештена српска влада, Јанис Газис, удао све три своје ћерке за Србе. Регент Александар и други српски официри крстили су многу крфску децу. Ипак, најуверљивије сведочанство o неизбрисивом трагу боравка Срба на Крфу је то да су се у речнику данашњих, поготово старијих Крфљана задржале речи: 'тата', 'баба, глава', 'кућа'.

## Становништво
| 2011.   |
| ------- |
| 102.071 |

Општина града Крф данас има око 40.000 становника, од чега у граду живи око 75%. Становништво су углавном етнички Грци, мада има и досељеника (туриста и радника у туристичкој привреди). Број становника посебно нарасте лети, када се у град „сјати“ на хиљаде туриста, међу њима и много Срба.

## Привреда
Крф је данас прави туристички град. Посебна драж града је очувано старо градско језгро, данас под заштитом УНЕСКОа. Ту је и стара, добро очувана тврђава из млетачког раздобља. На ободу града и у његовим предграђима налазе се већи хотелски комплекси са великим и лепим плажама. Туризам је усмерио и развој традиционалног занатства ка производњи сувенира, а поморство ка превозу туриста.

## Знаменитости
Највећа знаменитост града и целог острва је стари град или Стара тврђава (Крф). Град је мешавина утицаја Истока и Запада и један од изузетно добро очуваних старих градова у овом делу Европе. Због свега тога он је уведен на списак светске културне баштине УНЕСКОа.
Старим градом са мора господари огромна тврђава, некадашњи део много већег утврђења, које су Млеци подигли у циљу одбране од Турака и гусара. Већи део овог утврђења уклонили су Британци у првој половини 19. века. Стар град има типичну градску матрицу, особену за градове Средоземља. Град састоји се од кривудавих и узаних улица са малим трговима и каменим зградама. Ту постоји чак 37 цркава, од којих су најпознатије Црква св. Спиридона (заштитника града) и Катедрални храм, посвећен Богородици. Ту се налазе и гимназија, позориште, библиотека, зграда старог универзитета (тзв. „Академија"), седиште архиепископа.
Посебност града Крфа су и бројне зграде у неокласицистичком духу подизане за време британске власти, али и после тога, под утицајем ранијег раздобља њене владавине.

## Партнерски градови
- Копар
- Земун
- Бриндизи
- Каровињо
- Крушевац
- Пафос
- Фамагуста
- Мајсен
- Троисдорф
- Верона
- Саранда

## Галерија
- Туристичка кочија за обилазак града